# Diacyclops crassicaudoides
Diacyclops crassicaudoides – gatunek widłonoga z rodziny Cyclopidae. Opisał go w 1928 roku niemiecki zoolog Friedrich Kiefer, nadając mu nazwę Cyclops crassicaudoides. 